# Mist

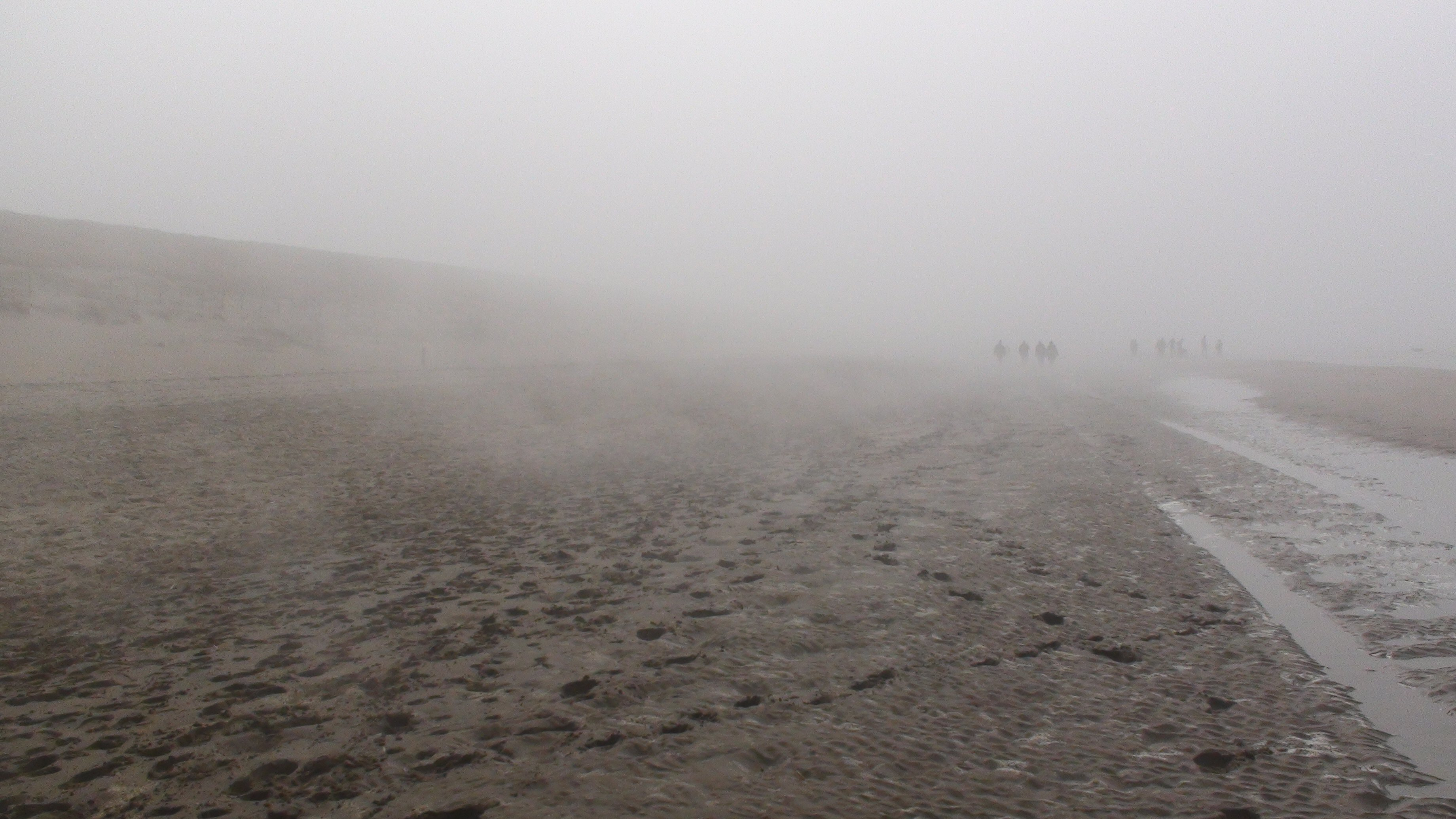
Plotseling opkomende zeemist boven het strand van Noordwijkerhout

Mist is een weersverschijnsel waarbij kleine waterdruppeltjes in de lucht zweven als een aerosol, wat het zicht beperkt.

## Classificatie
In de meteorologie wordt mist als volgt begrensd en verder onderverdeeld:
- Zeer dichte mist: zicht minder dan 50 meter
- Dichte mist: zicht minder dan 200 meter
- Mist: zicht minder dan 1000 meter
- Nevel: zicht meer dan 1000 meter

## Ontstaan

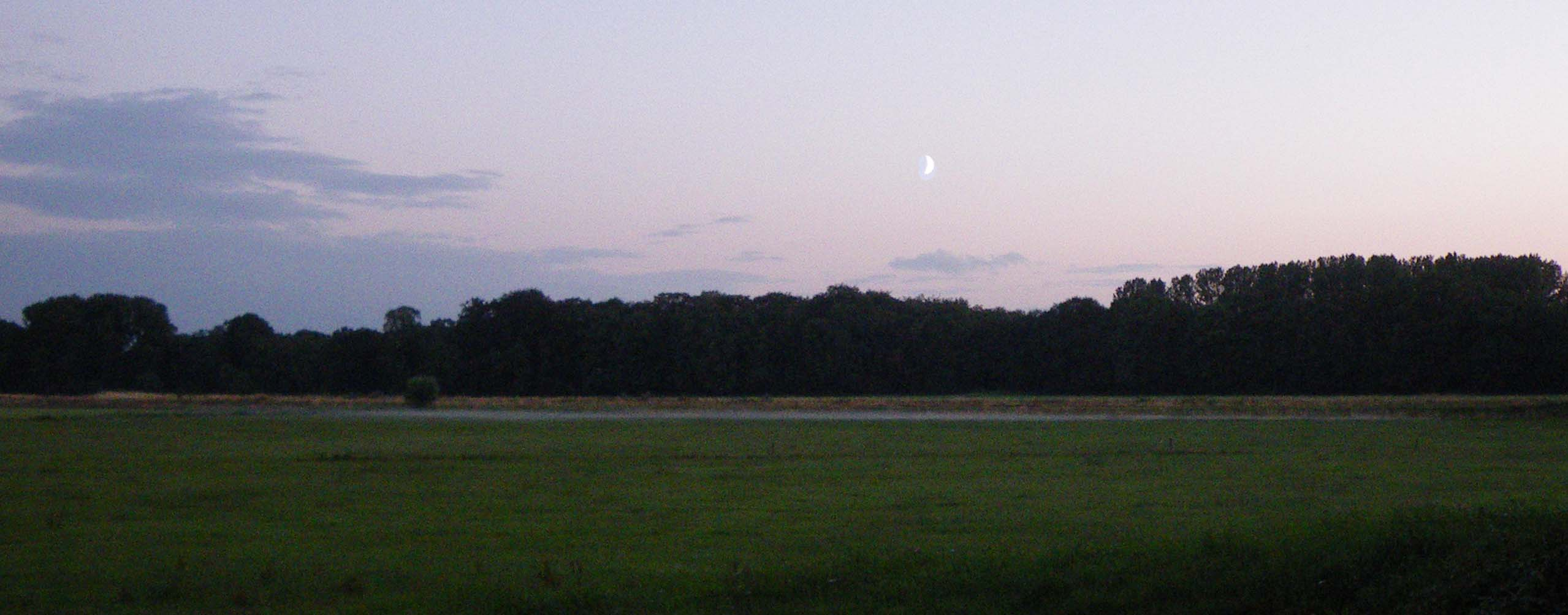
Vormingsproces van mist boven een sloot, waar de relatieve luchtvochtigheid de 100% nadert

Mist kan zich vormen door afkoeling van zeer vochtige lucht (tot onder het dauwpunt) of door menging van koude met warme vochtige lucht. De vorming van mist hangt af van veel factoren, zoals luchtvervuiling, begroeiing, reliëf en de nabijheid van open water.

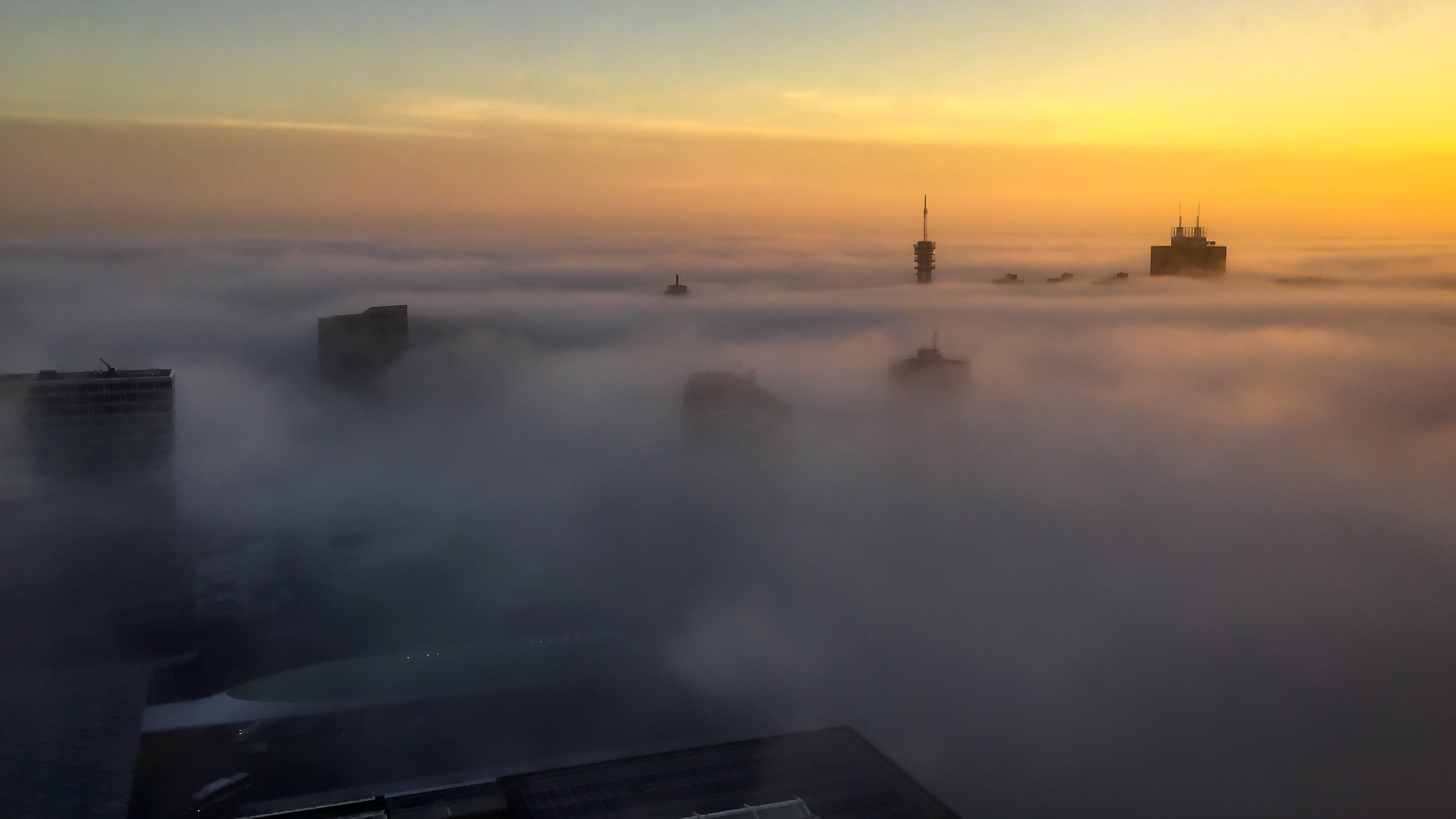
Hoogbouw in de mist. (Bezuidenhout-West / Beatrixkwartier, Den Haag, 2016)

Mist kan ontstaan door afkoeling rond zonsondergang of vaak pas tegen zonsopkomst en vormt zich het eerst boven een weiland, waarschijnlijk in de buurt van een sloot waar de lucht vochtig is.
Mistbanken die de weg opdrijven, lossen daar in eerste instantie op door luchtbeweging en warmte van het verkeer. De mistvrije "tunnel" kan op sommige weggedeelten een tijdje standhouden, maar op andere plaatsen blijven de mistbanken hangen. Zo'n situatie, met grote verschillen in zicht, is gevaarlijk voor verkeer dat pas in de mist snelheid mindert.

## Soorten mist

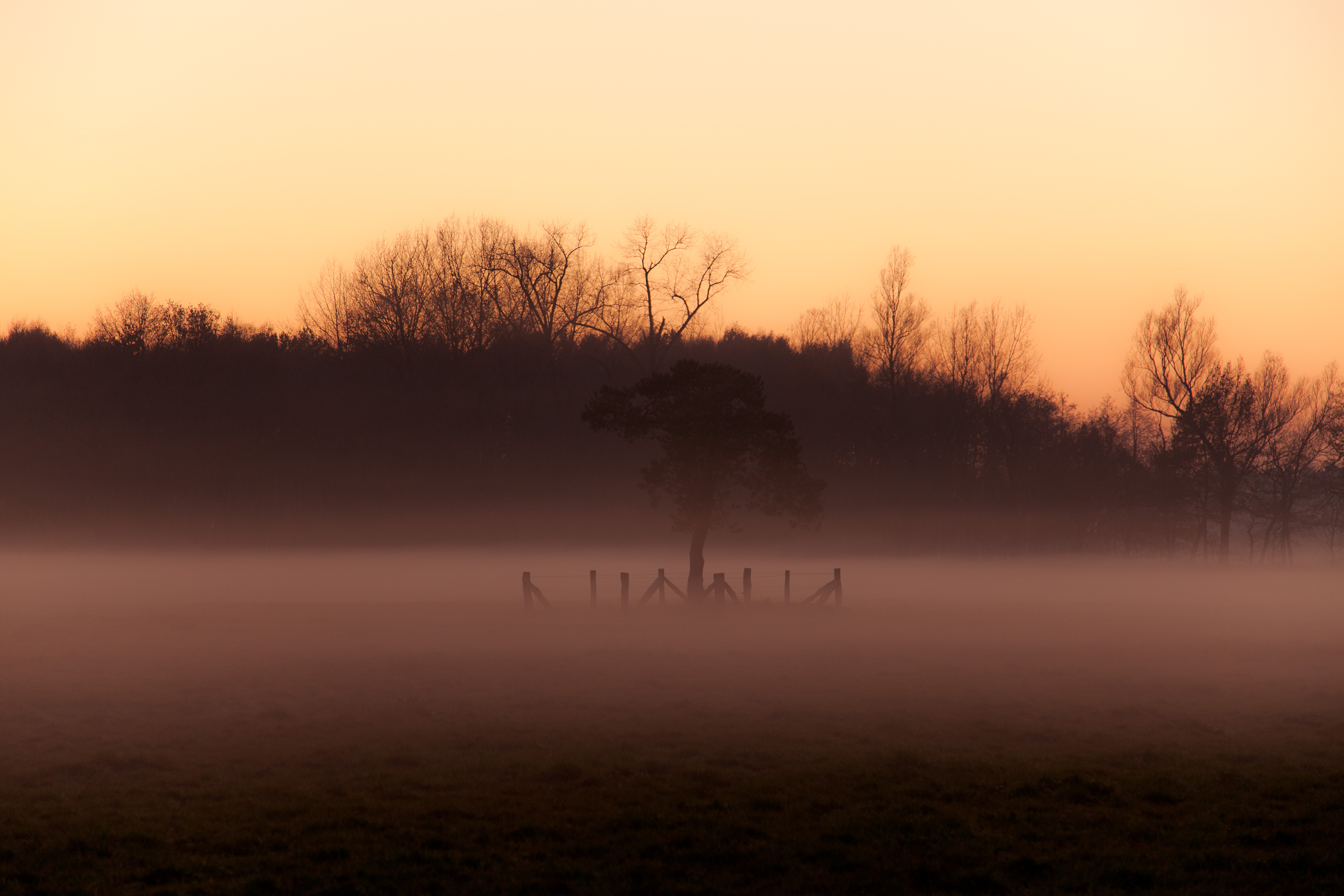
Grondmist bij het natuurgebied Duivelshof

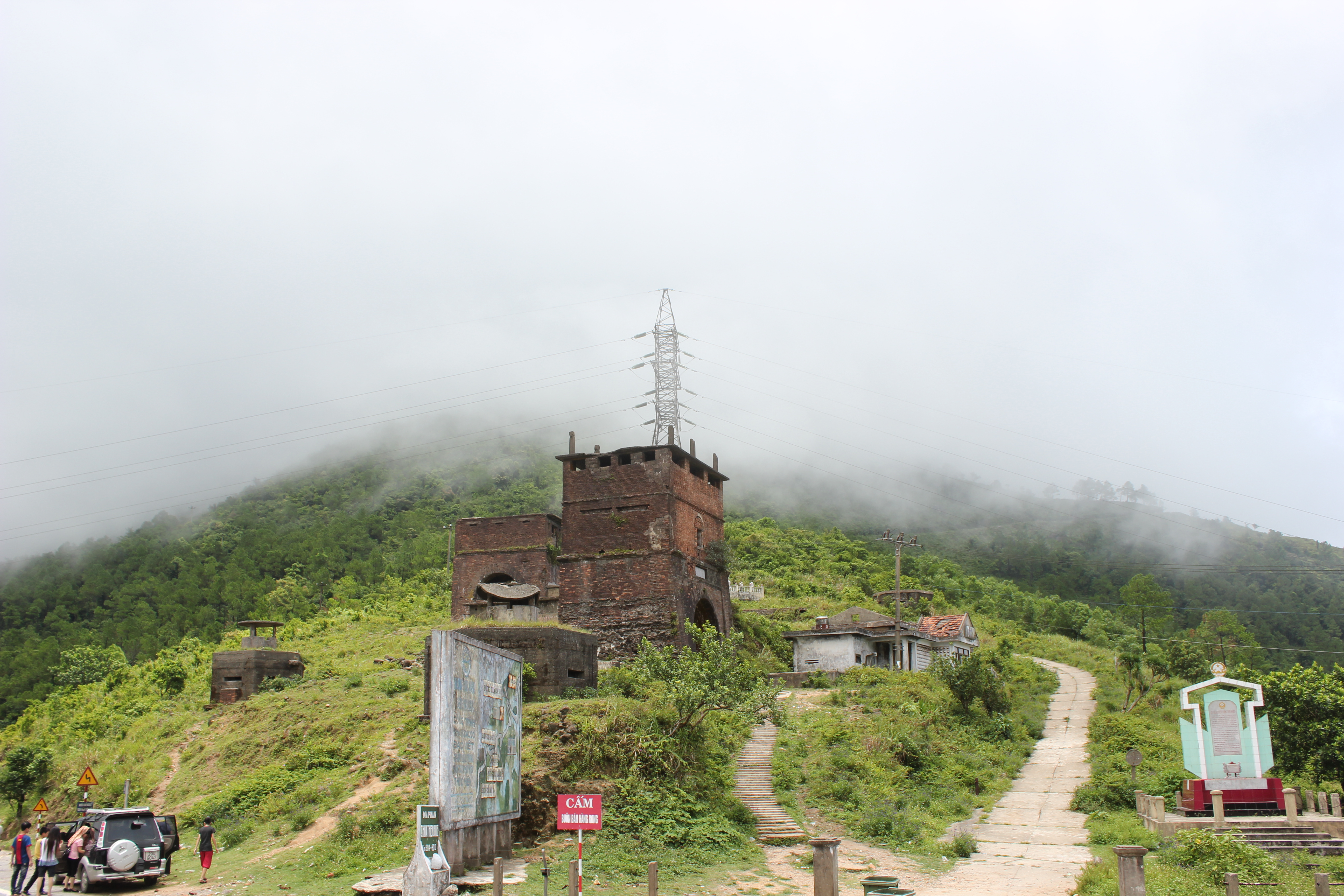
Dichte mist vanaf een bepaald hoogtepunt in Vietnam.

De benamingen die in de meteorologie aan mist worden gegeven verraden de omstandigheden waaronder de mist ontstaat.

### Grondmist
Grondmist of laaghangende mist is mist beneden ooghoogte. Deze ontstaat doordat de temperatuur aan de grond lager is dan op ooghoogte waardoor er hier sneller mist ontstaat.

### Mistbanken
Een mistbank, mistsliert of mistflarden is recent ontstane mist die door een zwakke wind van plaats verandert en hierdoor geen geheel vormt. Het zicht in een gebied met mistbanken is daarom zeer variabel. Dit kan verraderlijk zijn voor het verkeer, daar het onmogelijk is om te voorspellen waar deze mistbanken kunnen opduiken. In Noord- en Oost-Nederland worden ze ook weleens witte wieven genoemd.

### Stralingsmist
Stralingsmist is mist die zich vormt boven het aardoppervlak door uitstraling bij helder weer, waarbij na zonsondergang het aardoppervlak afkoelt. De mist vormt zich dan als er ook nog weinig tot geen wind is om de koude luchtlaag boven de grond te mengen met hogere, warmere lagen en de lucht zoveel waterdamp bevat dat het dauwpunt wordt overschreden.
Boven een bijvoorbeeld enigszins hellend weiland stroomt de koudere en zwaardere lucht in de richting van een sloot, waar door menging met vochtige lucht slootmist ontstaat. De plaatselijke mist breidt zich meestal snel uit, zodat de voor het verkeer zo verraderlijke mistbanken ontstaan.
Ook boven een sneeuwdek kan bij lage temperaturen tegen zonsondergang stralingsmist ontstaan, die zeer dicht kan worden en het zicht plaatselijk tot minder dan 10 meter kan beperken. Door aanvriezing van mist en bevriezing van natte weggedeelten kan het bovendien glad worden, zodat het voor het verkeer zeer gevaarlijk is.

### Advectieve mist
Advectieve mist (ook wel slootmist) ontstaat bij aanvoer van relatief warme lucht boven een kouder oppervlak. De warme lucht wordt afgekoeld door het oppervlak. Als de warme lucht veel vocht bevat, wordt de lucht verzadigd en condenseert dan tot mist. In de winter komt deze mistsoort vaak voor, wanneer er door een westenwind vochtige warme lucht van zee wordt aangevoerd die over het koude land trekt.

### Zeemist
Zeemist ontstaat wanneer koude lucht over relatief warm zeewater stroomt of wanneer warme lucht in aanraking komt met een koude zee.

### Regenmist
Regenmist kan ontstaan als het regent uit warmere lucht die op enige hoogte in de atmosfeer wordt aangevoerd, terwijl het aan het aardoppervlak nog koud is. De warmere regen valt dan door de koude lucht waarin zich mist vormt. Regenmist ontstaat ook als na een hevige bui de zon doorbreekt en er weinig wind staat. In het felle zonlicht ziet men dan de damp van straten en daken komen. Deze mist komt veel voor bij fronten door menging van luchtsoorten en wordt dan frontmist genoemd.

### Bevroren mist
Bevroren of aangevroren mist is gewone mist die doordat de temperatuur van de ondergrond, zoals wegen, viaducten of bladeren, zo laag is dat de mist meteen aan de ondergrond vastvriest. Dit kan zeer verraderlijk zijn voor het verkeer; de temperatuur op ooghoogte kan bijvoorbeeld een als veilig beschouwde 3 °C zijn terwijl het aan de grond vriest (en door aanvriezende mist, glad wordt). Wanneer deze bevriezingsverschijnselen goed zichtbaar worden op voorwerpen, noemt men het ruige rijp.

### IJsmist
Bij ijsmist zweven in tegenstelling tot reguliere mist geen waterdruppels, maar kleine ijskristallen in de lucht. IJsmist ontstaat wanneer waterdamp in zeer koude lucht, in het algemeen beneden -20 °C, meteen in ijskristallen verandert (desublimatie). Hoe kouder het is, hoe heviger er ijsmist optreedt. In de natuur treedt de vorming van ijsmist overal op waar aan de voorwaarden wordt voldaan; lage temperaturen aan de ene kant en een watervoorziening aan de andere kant. De hoeveelheden water hoeven niet bijzonder groot te zijn, aangezien de mist meestal gevormd wordt bij open watergebieden maar ook door antropogene emissies, vulkanische activiteit of zelfs door kuddes dieren. Op grotere schaal kan ijsmist vooral worden waargenomen in de Noordelijke IJszee, maar het komt ook tamelijk veel voor in de fjorden van Noorwegen en Alaska.
IJsmist is een speciaal geval, daar het niet is onderworpen aan condensatie. Soms wordt ijsmist niet als zelfstandige mistsoort, maar als variant van een andere mistsoort bezien.
In tegenstelling tot "gewone" mist kunnen in ijsmist halo's ontstaan. De vermindering van het zicht leidt daarentegen meestal niet tot de occlusie van de zon.

#### De gevreesde ijsmist van Nevada: dePogonip
In de bergachtige streken van Nevada (staat) komt gedurende de wintermaanden een ijsmist voor die de benaming Pogonip kreeg en uit ijsnaaldjes bestaat. Vooral bergwandelaars vrezen de mist omdat het inademen ervan het ademhalingsstelsel kan aantasten en tot de dood kan leiden.

### Industriële mist
Om mist te vormen zijn condensatiekernen nodig, kleine vaste of vloeibare deeltjes waaraan het water zich kan hechten zodat druppeltjes ontstaan. Condensatiekernen zijn bijvoorbeeld zoutkristallen boven zee of stof in de lucht. Dat stof is vaak afkomstig van industrierook of verkeer. In gebieden met vervuiling kan zich sneller mist vormen dan in schone lucht. Tijdens de jaarwisseling kunnen kruitdampen, afkomstig van vuurwerk, een extra zetje zijn om mist te vormen of waar al mist was, deze zeer dicht te maken.

## Mistmetingen
Het zicht door mist heen wordt gemeten met behulp van een transmissometer. Dit instrument bestaat uit een lamp, die een smalle lichtbundel richt op een fotocel. Bij mist wordt het licht door de waterdruppeltjes verstrooid, zodat de fotocel op enige afstand van de lamp minder licht ontvangt. Hoe minder licht er over blijft hoe dichter de mist en hoe slechter het zicht. De hoeveelheid ontvangen licht is dus een maat voor het zicht.

## Gevolgen van mist
Er vinden veel verkeersongevallen plaats doordat het zicht beperkt wordt door mist. De gevolgen hiervan worden vaak nog verergerd doordat de gebotste voertuigen, die vaak midden op de weg stil komen te staan, slechts van dichtbij zichtbaar zijn. De kans dat er volgend verkeer hierop botst is daardoor groter. Dit kan een domino-effect veroorzaken en zo leiden tot gigantische kettingbotsingen, waarbij honderden voertuigen betrokken zijn.
Ook smog is een potentieel gevolg van mist: doordat de mist heel laag hangt, kunnen schadelijke gassen van auto's, fabrieken en dergelijke niet stijgen en blijven dus laag hangen.

## Symbolen
De volgende symbolen worden gebruikt op weerkaarten:
| Symbool | Nr. | Beschrijving |
| ------- | --- | --- |
|         | 10  | Nevel |
|         | 11  | Grondmistbanken |
|         | 12  | Aaneengesloten grondmist |
|         | 28  | Mist in het afgelopen uur |
|         | 40  | Mist of ijsmist op afstand, die het weerstation het afgelopen uur niet heeft bereikt. Het zicht is meer dan duizend meter en de hoogte van de mist op afstand is hoger dan de hoogte van de waarnemer. |
|         | 41  | Mistbanken en/of ijsmistbanken, waardoor het zicht zeer variabel is |
|         | 42  | De hemel is ondanks mist of ijsmist zichtbaar en deze mist is het afgelopen uur dunner geworden |
|         | 43  | De hemel is door mist of ijsmist bedekt en deze mist is het afgelopen uur dunner geworden |
|         | 44  | De hemel is ondanks mist of ijsmist zichtbaar en deze mist is het afgelopen uur qua dikte niet veranderd                                                                                               |
|         | 45  | De hemel is door mist of ijsmist bedekt en deze mist is het afgelopen uur qua dikte niet veranderd |
|         | 46  | De hemel is ondanks mist of ijsmist zichtbaar en deze mist is het afgelopen uur dikker geworden |
|         | 47  | De hemel is door mist of ijsmist bedekt en deze mist is het afgelopen uur dikker geworden |
|         | 48  | Mist of ijsmist met vorming van ruige rijp met een zichtbare hemel |
|         | 49  | Mist of ijsmist met vorming van ruige rijp met een bedekte hemel |

## Afbeeldingen

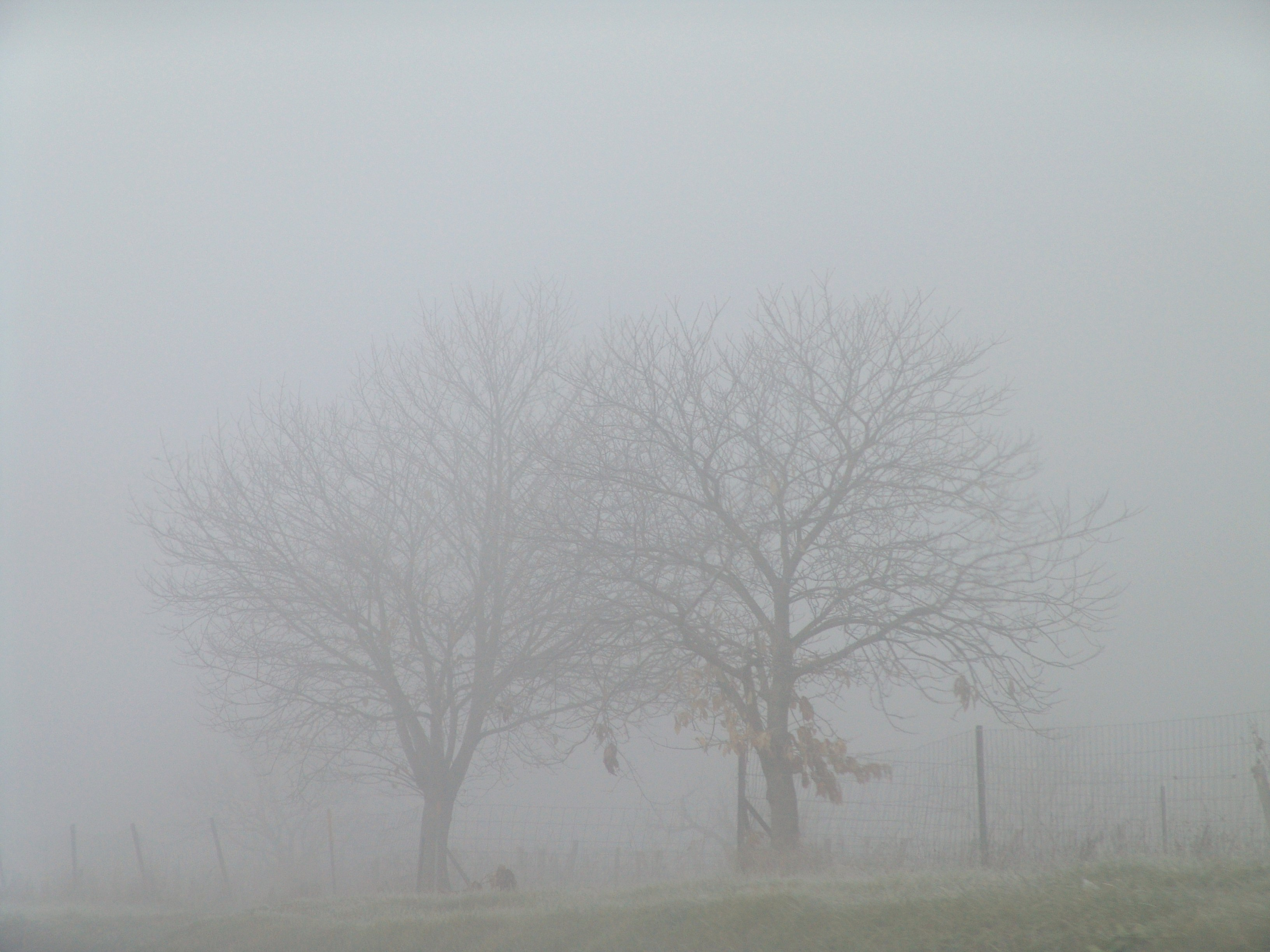
Dichte mist
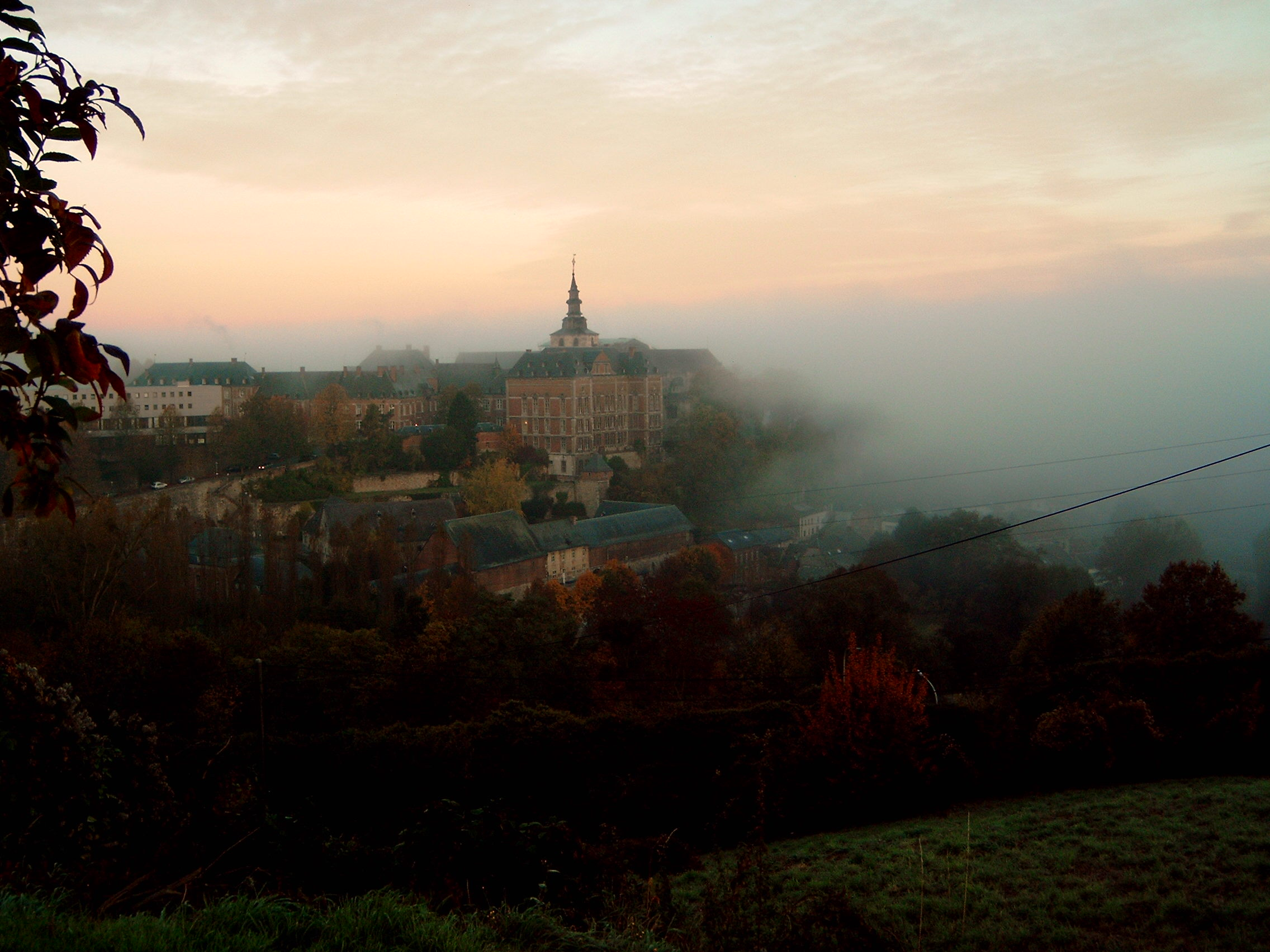
De abdij van Floreffe in de najaarsmist
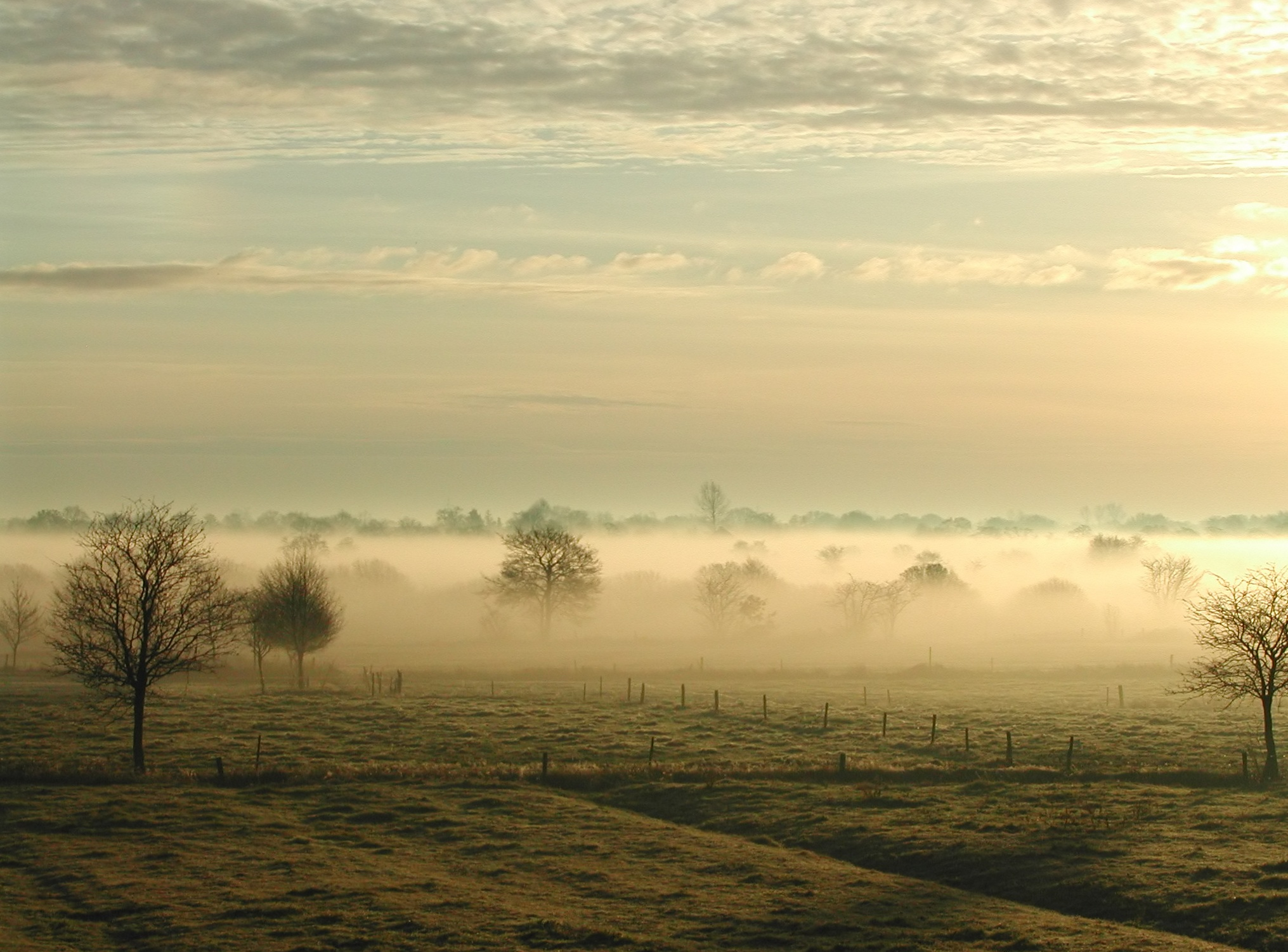
Grondmist in Oost-Friesland
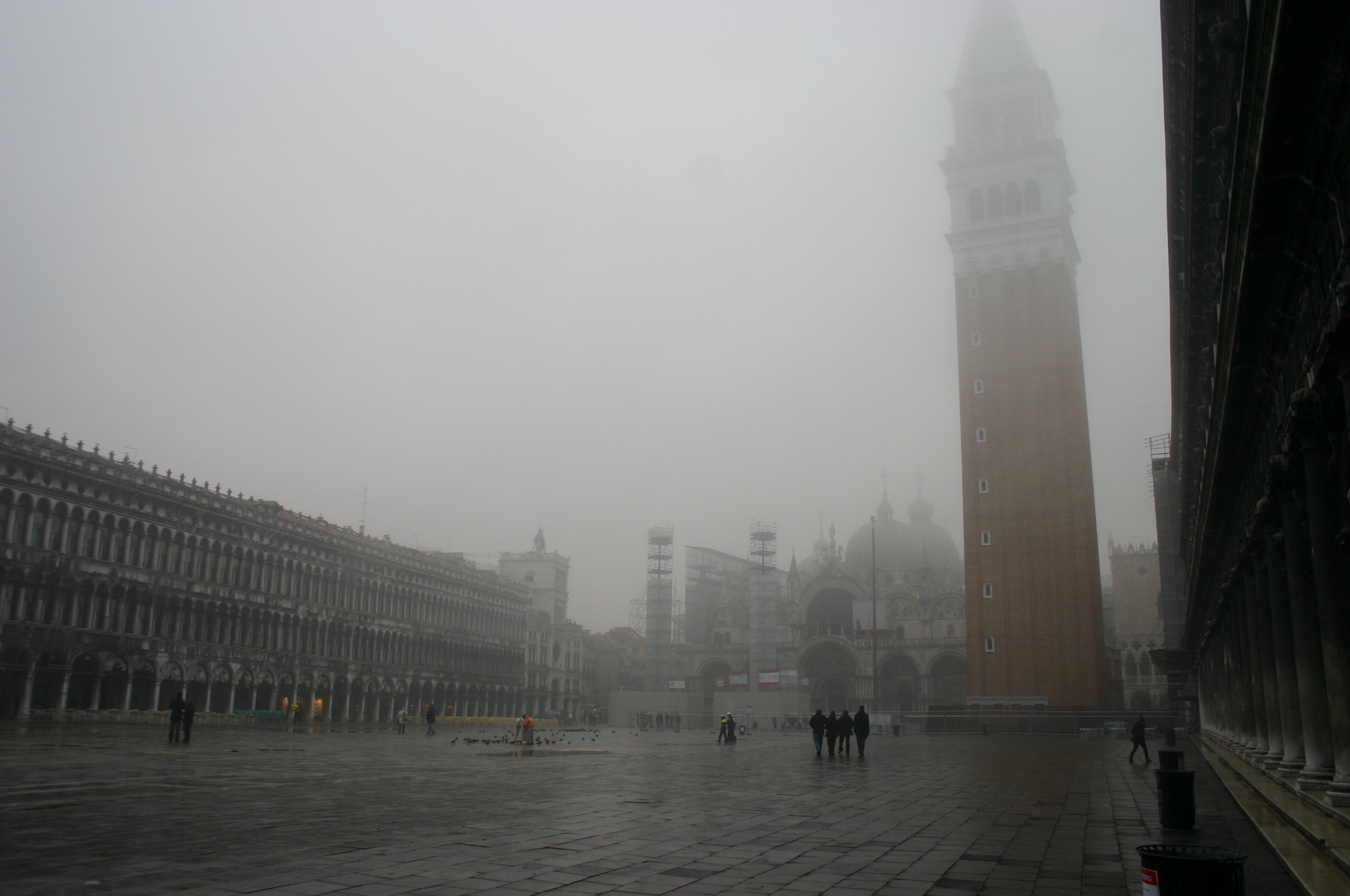
Zeemist in Venetië